# ألف هايز
ألف هايز (بالإنجليزية: Alf Hayes)‏ هو لاعب كرة قدم أسترالية أسترالي، ولد في 29 يوليو 1900 في Sebastopol, Victoria ‏ في أستراليا، وتوفي في 22 يوليو 1976 في هاميلتون في أستراليا.

## وصلات خارجية
- ألف هايز على موقع AustralianFootball.com (الإنجليزية)
- ألف هايز على موقع AFLtables.com (الإنجليزية)